# 오야 아유미
오야 아유미(일본어: 大矢 歩, 1994년 11월 8일 ~ )는 일본의 여자 축구 선수이다.

## 국가대표팀 경력
그녀는 2017년 4월 9일 코스타리카과의 경기에서 일본 국가대표팀에 데뷔했다. 2017년 EAFF E-1 풋볼 챔피언십에도 출전했다. 그녀는 2018년까지 국제 A매치 통산 9경기에 출전했다.

## 통계
| 일본 | 일본 | 일본 |
| 연도 | 출전 | 득점 |
| ---- | ---- | ---- |
| 2017 | 8    | 0    |
| 2018 | 1    | 0    |
| 통산 | 9    | 0    |